# NGC 1840
NGC 1840 је расејано звездано јато у сазвежђу Трпеза које се налази на NGC листи објеката дубоког неба.
Деклинација објекта је - 71° 45' 47" а ректасцензија 5h 5m 19,2s. Привидна величина (магнитуда) објекта NGC 1840 износи 11,8. NGC 1840 је још познат и под ознакама ESO 56-SC62.